# 扎西·隆多旦曲尖措
扎西·隆多旦曲尖措（1936年12月10日—）藏族，青海省湟中县共和镇南村人，第四世扎西活佛，藏医学家。

## 生平
1936年12月10日，出生于湟中县共和镇南村。1939年藏历三月，被认定为第三世扎西活佛金巴顿珠嘉措的转世灵童。1940年藏历十月，被迎至塔尔寺扎西院坐床。1943年拜阿嘉·旦贝尖参活佛为师，受沙弥戒出家。同年，拜安嘉斯活佛为经师，学习佛学。1949年，选择东主曲智格西为经师，系统学习因明学、摄类学，同年到显宗学院学习。1954年，拜拉科活佛为师，受比丘戒，出任塔尔寺第二法台（居巴法台），任期为两年。
1956年8月，他随参观团先后到北京、天津、上海、南京、哈尔滨、长春、沈阳、西安等地参观，并且参加中华人民共和国国庆典礼。同年11月，应邀到内蒙古自治区阿拉善右旗科热太寺讲经。
1958年宗教改革时，他在塔尔寺参加生产劳动，后来被派到塔尔寺藏医医疗站工作。他拜内蒙古藏医排吉尼玛为师，学习藏医。1962年9月起，到中国佛学院藏语班学习三年，直到1965年6月停学，并被打成反革命分子，遣返塔尔寺。同年9月回家接受劳动改造。
1979年塔尔寺恢复开放，他经过平反回到寺中，继续投身宗教活动，并且主持筹建了塔尔寺藏医门诊。1980年在塔尔寺民管会的协助下，成立塔尔寺藏医门诊所。1987年起，他连续当选湟中县第三、四、五届政协委员。1987年，他扩建塔尔寺藏医医疗站，组建了塔尔寺藏医院，担任院长。1993年，出任青海省红十字会理事，并成立塔尔寺红十字会，兼任会长。同年，他还兼任塔尔寺维修工程施工办公室文物保护组副组长。1999年到日本参加中国、日本、韩国三国佛教联谊交流会。2000年当选西宁市政协委员。他还担任塔尔寺民管会常委等职务。